# ساگیبوو
ساگیبوو (به لاتین: Sagibovo) یک منطقهٔ مسکونی در روسیه است که در استان آمور واقع شده‌است.